# Basisk bergart
Basisk bergart kallas en magmatisk bergart vars halt av kiseldioxid, SiO2 är 45–52 viktprocent. Om halten SiO2 understiger 45 viktprocent kallas det en ultrabasisk bergart. Ett tidigare uttryck för ultrabasisk bergart var ultrabasit, ett uttryck som dock inte bör användas.
Motsatsen till en basisk bergart är en sur bergart, även kallad acidit. Mellan de båda finns de intermediära bergarterna med en SiO2-halt på 52-65%.

## Exempel på basiska bergarter
- Diabas är en magmatiskt gångbergart som huvudsakligen består av plagioklas och pyroxen.
- Gabbro är en magmatisk djupbergart som består av kalciumrik plagioklas och pyroxen. Kan ibland även innehålla olivin och mer sällan hornblände eller biotit.
- Basalt har en SiO2-halt på omkring 49 viktprocent.[2]